# Anthony Armstrong
Pour les articles homonymes, voir Armstrong.
Anthony Armstrong, pseudonyme de George Anthony Armstrong Willis, né le 2 janvier 1897 à Esquimalt en Colombie-Britannique (Canada) et décédé le 10 février 1976, est un auteur canadien d'origine britannique, de roman policier.

## Biographie
Ancien officier décoré pendant la Première Guerre mondiale, il est doté d’une plume sarcastique toute britannique et signe de ses seules initiales (A. A.) de courts récits humoristiques pour le Punch et le New Yorker.  Ces textes seront repris dans des anthologies.
Dans les années 1930, il se tourne vers le roman policier avec une série de thrillers anglais où apparaît Jimmie Rezaire, un ancien escroc sympathique devenu détective privé.  En parallèle, il écrit pour les théâtres de Londres plusieurs pièces policières qui sont autant de succès. L’une d’elles, Ten-Minute Alibi (1933), qui présente minute par minute un crime parfait et ses conséquences, devient un triomphe et sera jouée sur toutes les scènes du monde. Armstrong, en collaboration de Herbert Shaw, en tire l’année suivante une version romancée traduite en plusieurs langues.
En 1937, Alfred Hitchcock lui confie le scénario de Jeune et innocent, tiré d'un roman de Josephine Tey.
Pendant la Deuxième Guerre mondiale, il sert de nouveau dans l'armée et continue de publier.  L’Usurpateur (The Case of Mr Pelham), nouvelle parue en 1940, sera adaptée en 1955 pour la série télévisée Alfred Hitchcock présente (saison 1, épisode 10). Après la guerre, il donne encore plusieurs textes, dont un roman d’espionnage, Trois femmes (1956), et une version longue de sa nouvelle de 1940, The Strange Case of Mr Pelham (1957).

## Œuvre

### Romans

#### SérieJimmie Rezaire
- The Trail of Fear ou Jimmie Rezaire (1927)
- The Secret Trail (1928) Publié en français sous le titre Le Mystérieux n°1, Paris, Librairie des Champs-Élysées, coll. « Le Masque » no 173, 1935
- The Trail of the Lotto (1929)
- The Trail of the Black King (1931) Publié en français sous le titre Le Carnet vert, Paris, Librairie des Champs-Élysées, coll. « Le Masque » no 234, 1937
- The Poison Trail (1932)

#### Autres romans
- Lure of the Past (1920)
- The Love of Prince Raameses (1921)
- Wine of Death (1925)
- Patrick, Undergraduate (1926)
- Apple and Percival (1931)
- Britisher On Broadway (1932)
- Easy Warriors, Etc (1932)
- Cottage Into House (1936)
- The Pack of Pieces ou The Naughty Princess (1942)
- The End of the Road (1943)
- When the Bells Rang (1943), en collaboration avec Bruce Graham
- No Higher Mountain (1951)
- He Was Found in the Road (1952)
- Spies in Amber ou The Room at the Hotel Ambre (1956) Publié en français sous le titre Trois femmes, Paris, Librairie des Champs-Élysées, coll. « Le Masque  - Espionnage »  1re série no 15, 1960
- The Strange Case of Mr Pelham (en) (1957)
- One Jump Ahead (1973), roman posthume

#### Versions romancées de pièces de théâtre
- Ten Minute Alibi (1934), en collaboration avec Herbert Shaw Publié en français sous le titre Un alibi de dix minutes, Paris, Nouvelle Revue Critique, coll. « L’Empreinte » no 81, 1935 ; réédition, La Maîtrise du Livre, coll. « L’Empreinte-Police » no 24, 1948 ; réédition sous le titre Dix minutes d’alibi, Paris, Librairie des Champs-Élysées, coll. « Le Masque » no 1859, 1986
- Without Witness (1934), en collaboration avec Harold Simpson

### Recueil de nouvelles
- The Prince Who Hipcupped, and Other Tales (1957)

### Nouvelles

#### SérieDetective Inspector Painton
- One-Way Street (1946) Publié en français sous le titre Le Coup de Trafalgar, Paris, Opta, Mystère Magazine no 86, mars 1955
- The Maggot (1952) Publié en français sous le titre La Larve, Paris, Opta, Mystère Magazine no 99, avril 1956

#### Autres nouvelles
- The Girl at Home (1925)
- The Street of Tombs (1926)
- The Elixir of Life (1926)
- Bottled Spirit (1927)
- The Prince’s Birthday Present (1927)
- Koko the Thingumabob (1928)
- The Rug (1929)
- Miss Pettigrew Talks (1932)
- Diamonds – Black and White (1932)
- Interlude in Curson St. (1938)
- Gentian Blue (1938)
- From Seven O’Clock to Victoria (1938)
- The Warlock’s Daughter (1938)
- Serafin Leaves the Stage (1940)
- The Case of Mr Pelham (1940) Publié en français sous le titre L’Usurpateur, Paris, Opta, Mystère Magazine no 113, juin 1957
- Summer Afternoon (1941)
- The End of the Road (1942)
- The Princess and the Frog (1942)
- Flacon of Malvoisie (1943)
- The Wide Guy (1948)
- Something for Nothing (1950)
- Chance Encounter (1953)
- King Beltane’s Problem (1962)

### Théâtre
- In the Dentist's Chair (1931)
- Orders are Orders (1932), en collaboration avec Ian Hay
- The Eleventh Hour (1933)
- Ten-Minute Alibi (1933)
- Without Witness (1934)
- Mile-Away Murder (1937)

### Autres publications
- A Century of Humor (1925), anthologie contenant quelques textes signés A. A.
- How to Do It (1928)
- The Great Book of Humor (1935), anthologie contenant quelques textes signés  A. A.
- Yesterdailies (1931)
- Thoughts on Things (1935)
- The Mammoth Book of Comic Fantasy (1998), anthologie posthume
- The Mammoth Book of Seriously Comic Fantasy (1999), anthologie posthume

## Filmographie

### En tant que scénariste
- 1937 : Jeune et innocent (Young and Innocent), film britannique réalisé par Alfred Hitchcock, scénario par Armstrong d'après le roman A Shilling for Candles (Jeune et innocent) de Josephine Tey

### Adaptations de ses œuvres au cinéma par des tiers
- 1933 : Orders Is Orders (en), film britannique réalisé par Walter Forde, adaptation de la pièce de théâtre Orders are Orders
- 1935 : Ten Minute Alibi (en), film britannique réalisé par Bernard Vorhaus, adaptation de la pièce de théâtre éponyme, avec Phillips Holmes
- 1949 : Don't Ever Leave Me, film britannique réalisé par Arthur Crabtree, adaptation de la nouvelle The Wide Guy
- 1956 : Orders are Orders (en), film britannique réalisé par David Paltenghi, mettant en vedette Peter Sellers. Il s'agit d'un remake du film de 1933
- 1956 : The Man in the Road, film britannique réalisé par Lance Comfort, adaptation du roman He Was Found in the Road
- 1970 : La Seconde Mort d'Harold Pelham (The Man Who Haunted Himself), film britannique réalisé par Basil Dearden, adaptation du roman The Strange Case of Mr Pelham (en), avec Roger Moore dans le rôle-titre

## Sources
- Jacques Baudou et Jean-Jacques Schleret, Le Vrai Visage du Masque, vol. 1, Paris, Futuropolis, 1984, 476 p. (OCLC 311506692), p. 34-35
- Claude Mesplède, Dictionnaire des littératures policières, vol. 1 : A - I, Nantes, Joseph K, coll. « Temps noir », 2007, 1054 p. (ISBN 978-2-910686-44-4, OCLC 315873251, BNF 41162075), p. 98